# Ipidia binotata
Ipidia binotata (лат.) — вид жуков из семейства блестянок (Nitidulidae).

## Описание
Обитают в лесах и лесостепях. Длина тела взрослых насекомых (имаго) 4—4,5 мм. Тело буро-чёрное, блестящее. На каждом из надкрылий имеется по два красных пятна. Усики и ноги рыжие. Личинки развиваются под корой хвойных.

## Синонимы
В синонимику вида входят следующие биномены:
- Ipidia quadrimaculata (Quensel)
- Ipidia quadrinotata (Fabricius, 1798 nec L.G.Scriba 1793)
- Ipidia quadriplagiata Biström, 1978
- Ips quadrinotata Fabricius, 1798
- Silpha quadrimaculata Quensel, 1790 nec Scopoli, 1772